# Paul Clavin
Pour les articles homonymes, voir Clavin.
Paul Clavin est un physicien et universitaire français. Il est professeur émérite à l'université d'Aix-Marseille, travaillant dans le domaine de la combustion et de la mécanique statistique. 

## Biographie
Paul Clavin obtient un diplôme d'ingénieur à l'ENSMA puis une maîtrise de mathématiques et un DEA de physique des plasmas à Poitiers. Inscrit en thèse au laboratoire de Combustion et Détonation il travaille de 1967 à 1970 au laboratoire de Ilya Prigogine à Bruxelles.
Après un retour à Poitiers il va à Marseille où il fonde en 1985 le Laboratoire de Recherche en Combustion qui deviendra en 1995 par fusion avec d'autres laboratoires l'institut de recherche sur les phénomènes hors équilibre (IRPHÉ).

## Distinctions
- Prix Louis Ancel de la Société française de physique en 1984.
- Prix Plumey de la Société française de physique en 1988.
- Membre correspondant de l'Académie des sciences le 21 avril 1997[3].
- Grand prix de l'Académie des sciences en 1998.
- Membre de 1993 à 2004 de l'Institut universitaire de France, dont il est administrateur de 2000 à 2005[4].
- Médaille d'or Ya. B. Zeldovich du Combustion Institute en 2014[5], institution dont il devient membre en 2018[6].
- Un atelier intitulé « Out-of-Equilibrium Dynamics » a été organisé en 2012 en l'honneur du 70e anniversaire de Paul Clavin[7],[1].
- Chevalier dans l'Ordre national du Mérite en 1993[8].

## Publications
- Paul Clavin et Geoff Searby, Combustion Waves and Fronts in Flows: Flames, Shocks, Detonations, Ablation Fronts and Explosion of Stars, Cambridge University Press, 2016, 720 p. (ISBN 978-1-107-09868-8, lire en ligne).